# Vulpes velox
La volpe americana  (Vulpes velox), conosciuta anche col nome di volpe veloce, è un mammifero carnivoro della famiglia dei Canidae.

## Areale e habitat
Vive nelle praterie dell'America centro-settentrionale. Può interagire con l'habitat umano ed urbano, finendo per la maggior parte delle volte vittima delle automobili o dei cani domestici.

## Aspetto
Si presenta molto simile alla sua parente più prossima, la volpe di Kit (Vulpes macrotis) da cui può essere distinta per la forma e le caratteristiche del cranio e per la forma generale più aggraziata e agile. Il mantello varia leggermente nel corso delle stagioni, presentandosi grigiastro per tutto il corso dell'anno. In estate la si può notare con riflessi più rossastri, soprattutto nella punta della coda.

## Comportamento
Questo piccolo mammifero, come molte altre rappresentanti del genere Vulpes, è un animale monogamo che vive la maggior parte della sua vita in coppia con un altro esemplare della stessa specie.
Di abitudini notturne, scava una tana nel terreno dove si protegge durante il giorno, per uscirne la sera per andare a caccia.

## Dieta
Animale carnivoro, si nutre di piccoli roditori, rettili, uccelli e insetti. Può cibarsi anche di frutta.